# Robert Farnham
Pour les articles homonymes, voir Farnham.
Robert Farnham, dit Bobby Farnham (né le 21 janvier 1989 à North Andover dans le Massachusetts aux États-Unis) est un joueur professionnel américain de hockey sur glace.

## Biographie
Robert Farnham joue avec les Bears de Brown du championnat universitaire entre 2008 et 2012. Lors de la saison 2011-2012, il fait ses débuts en tant que professionnel avec les Bruins de Providence de la Ligue américaine de hockey. Il joue trois matchs avec l'équipe et trois de plus avec les Sharks de Worcester. Il ne signe de prolongation de contrat avec aucune des deux équipes mais commence la saison 2012-2013 dans l'ECHL avec les Nailers de Wheeling. Au cours de la saison, il joue avec les Penguins de Wilkes-Barre/Scranton dans la LAH. Le 13 décembre 2014, il fait ses débuts dans la Ligue nationale de hockey avec les Penguins de Pittsburgh.
Après avoir commencé la saison 2015-2016 avec les Penguins, il est réclamé au ballotage par les Devils du New Jersey le 26 octobre 2015. Joueur autonome lors de l'été 2016, Farnham signe un contrat d'une saison à deux volets avec les Canadiens de Montréal.

## Statistiques
| Saison    | Équipe                            | Ligue  |    | Saison régulière | Saison régulière | Saison régulière | Saison régulière | Saison régulière |   | Séries éliminatoires | Séries éliminatoires | Séries éliminatoires | Séries éliminatoires | Séries éliminatoires |
| Saison    | Équipe                            | Ligue  | PJ | B                | A                | Pts              | Pun              | PJ               | B | A                    | Pts                  | Pun                  |                      |                      |
| 2008-2009 | Bears de Brown                    | ECAC   | 31 | 4                | 3                | 7                | 24               | -                | - | -                    | -                    | -                    |                      |                      |
| 2009-2010 | Bears de Brown                    | ECAC   | 36 | 3                | 8                | 11               | 14               | -                | - | -                    | -                    | -                    |                      |                      |
| 2010-2011 | Bears de Brown                    | ECAC   | 31 | 8                | 7                | 15               | 39               | -                | - | -                    | -                    | -                    |                      |                      |
| 2011-2012 | Bears de Brown                    | ECAC   | 31 | 8                | 13               | 21               | 52               | -                | - | -                    | -                    | -                    |                      |                      |
| 2011-2012 | Bruins de Providence              | LAH    | 3  | 0                | 0                | 0                | 4                | -                | - | -                    | -                    | -                    |                      |                      |
| 2011-2012 | Sharks de Worcester               | LAH    | 3  | 0                | 0                | 0                | 2                | -                | - | -                    | -                    | -                    |                      |                      |
| 2012-2013 | Nailers de Wheeling               | ECHL   | 9  | 3                | 1                | 4                | 46               | -                | - | -                    | -                    | -                    |                      |                      |
| 2012-2013 | Penguins de Wilkes-Barre/Scranton | LAH    | 65 | 3                | 8                | 11               | 274              | 6                | 0 | 0                    | 0                    | 4                    |                      |                      |
| 2013-2014 | Penguins de Wilkes-Barre/Scranton | LAH    | 64 | 7                | 7                | 14               | 166              | 12               | 0 | 0                    | 0                    | 30                   |                      |                      |
| 2014-2015 | Penguins de Wilkes-Barre/Scranton | LAH    | 62 | 7                | 7                | 14               | 226              | 8                | 0 | 0                    | 0                    | 14                   |                      |                      |
| 2014-2015 | Penguins de Pittsburgh            | LNH    | 11 | 0                | 0                | 0                | 24               | -                | - | -                    | -                    | -                    |                      |                      |
| 2015-2016 | Penguins de Pittsburgh            | LNH    | 3  | 0                | 0                | 0                | 5                | -                | - | -                    | -                    | -                    |                      |                      |
| 2015-2016 | Devils du New Jersey              | LNH    | 50 | 8                | 2                | 10               | 92               | -                | - | -                    | -                    | -                    |                      |                      |
| 2016-2017 | IceCaps de Saint-Jean             | LAH    | 71 | 11               | 17               | 28               | 137              | 4                | 0 | 0                    | 0                    | 2                    |                      |                      |
| 2016-2017 | Canadiens de Montréal             | LNH    | 3  | 0                | 0                | 0                | 17               | -                | - | -                    | -                    | -                    |                      |                      |
| 2017-2018 | Thunderbirds de Springfield       | LAH    | 69 | 11               | 10               | 21               | 123              | -                | - | -                    | -                    | -                    |                      |                      |
| 2018-2019 | Thunderbirds de Springfield       | LAH    | 67 | 4                | 13               | 17               | 112              | -                | - | -                    | -                    | -                    |                      |                      |
| 2019-2020 | Belfast Giants                    | EIHL   | 48 | 15               | 17               | 32               | 79               | -                | - | -                    | -                    | -                    |                      |                      |
| Totaux    | Totaux                            | Totaux | 67 | 8                | 2                | 10               | 138              | -                | - | -                    | -                    | -                    |                      |                      |